# Hypognatha saut
Hypognatha saut är en spindelart som beskrevs av Levi 1996. Hypognatha saut ingår i släktet Hypognatha och familjen hjulspindlar.
Artens utbredningsområde är Franska Guyana. Inga underarter finns listade i Catalogue of Life.